# S-300 미사일 시스템

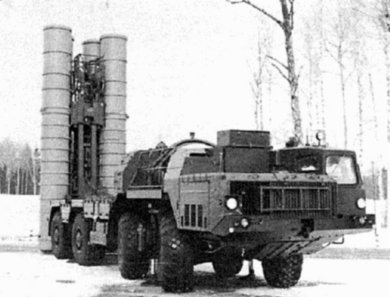
SA10 미사일 한 발이 이동식 미사일 발사대에서 발사를 준비하고 있다.

S-300(С-300 Фаворит, 파바리뜨, Favorite)는 1978년 소련에서 개발되어 현재까지 사용되는 지대공 미사일이다. 나토에서는 SA-10 그럼블(Grumble)이라는 이름을 붙였으며, 중국은 S-300PMU-1을 라이선스 생산하여 Hongqi-10 (HQ-10)이라는 이름으로 사용한다. S-300 파바리뜨 미사일은 S-400 트리움프 미사일과 함께, 러시아판 패트리어트 미사일이다.
- S-300P (나토식 제식명 SA-10 "Grumble"),
- S-300V (나토식 제식명 SA-12 "Gladiator"/"Giant")
  - 9M83 미사일 (나토식 제식명 SA-12A "Giant")
  - 9M82 미사일 (나토식 제식명 SA-12B "Gladiator"}

## 버전
다음의 개조사항에 따라, 여러 가지 버전이 존재한다:
- 미사일 차이
- 레이다 성능
- ECM 방어 성능
- 사정 거리
- 단거리 탄도탄 대응능력
- 저고도 비행물체 대응능력

서방의 동급 무기체계로는 패트리어트 시스템이 있다. 패트리어트와 SA-10을 비교하면, SA-10은 보다 대형이고 무겁고 미사일 사정거리가 길다. 둘 다 동시에 여러 목표물을 탐지, 조준할 수 있으며, 미사일을 유도할 수 있다. 또한 한 개의 위상배열 레이다를 통해 미사일들을 유도하는 것도 같다. 또한, 둘 다 이동식이다. 수명 주기 동안 미사일에 대한 정비가 불필요하다는 점도 패트리어트와 동일하다.

### S-300V (SA-12)
1984년에 실전배치되었다.
한 발의 9M83 요격미사일 한 발을 발사했을 경우, 격추될 확률은 다음과 같다:
- MGM-52 랜스 - 50-65 %
- MGM-31 퍼싱 - 40-60 %
- 비행기 - 70-90 %
- SRAM 로켓 - 50-70 % AGM-69 SRAM 공대지 핵미사일, 사거리 200 km

## 사용국

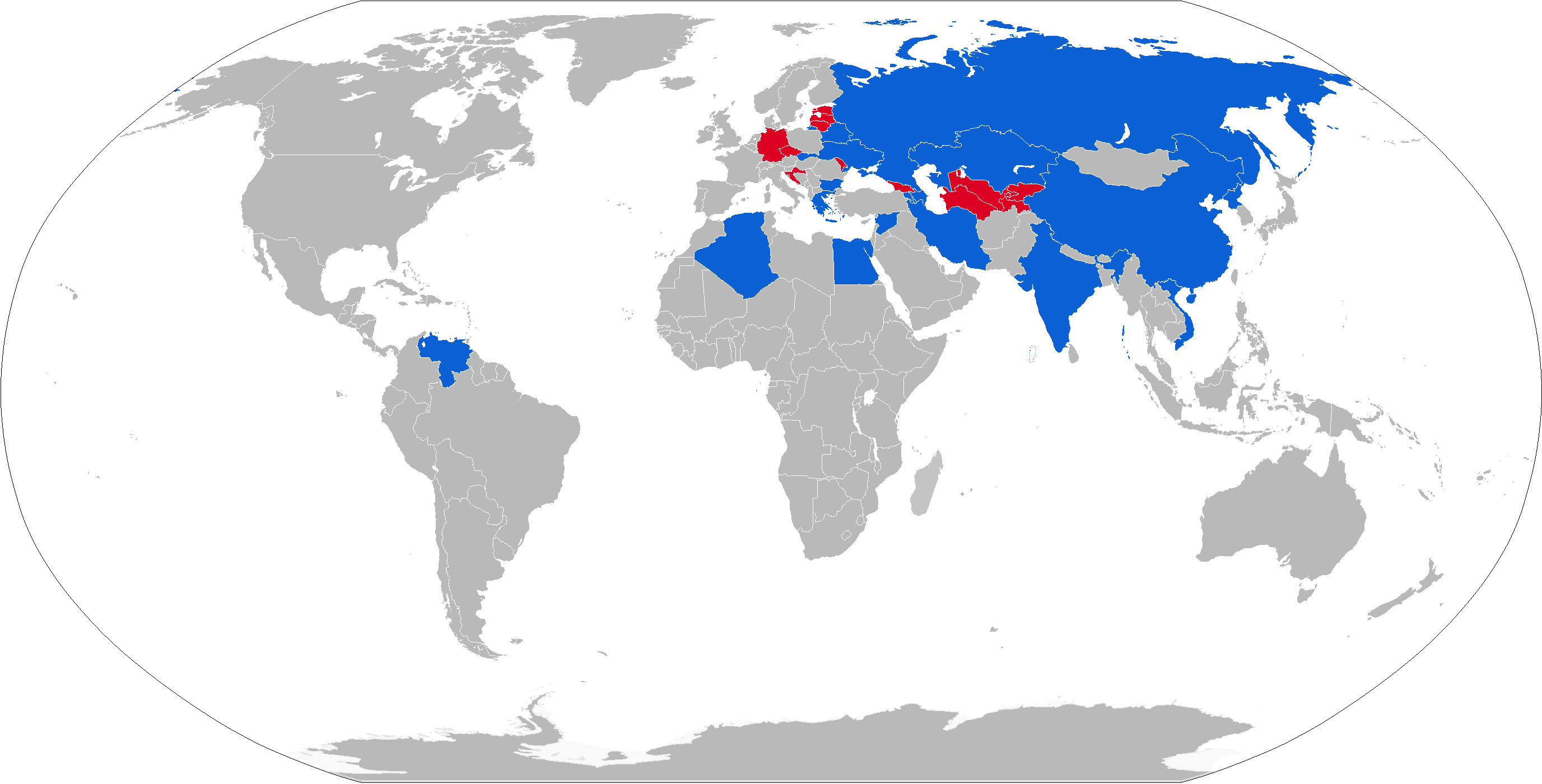
파랑색이 S-300 사용국

- 소련 /  러시아 - 발사기 2,000기 (10,000발)
- 중국 - 발사기 300기 (1,600발)
- 인도
- 그리스 - 발사기 16기 (80발)
- 키프로스
- 이란
- 베트남
- 시리아
- 카자흐스탄
- 슬로바키아
- 우크라이나
- 아르메니아
- 조선민주주의인민공화국(2010년 10월 유사한 형태의 지대공 미사일이 열병식 사진에 나왔다.)
- 벨라루스(벨라루스는 러시아로부터 S-300을 도입하였다.)

### 북한
김정일 북한 국방위원장이 2001년 7월 26일 러시아를 방문했다. 연형묵 자강도 당 책임비서 등 150여명이 수행했다. 모스크바의 외교 소식통들은 김 위원장이 러시아에 미그-29 30대와 S-300 요격미사일을 지원해줄 것을 요청할 것이라고 말했다. 북한은 현재 미그 29기 30대와 수호이(SU) 25기 25대를 보유하고 있다.
러시아는 단거리 방공시스템, SU-27 및 미그-29 전투기, 무인 프첼라(PCHELA)-1 정찰기, 미군과 한국군의 움직임을 모니터할 수 있는 레이다, 소형 해군순찰함정 등 3억 5,000만 파운드(7,000억원) 규모의 무기를 북한에 제공할 계획이라고 영국의 선데이 타임스가 러시아의 정통한 소식통들을 인용해 2001년 4월 29일 보도했다. 러시아 정부는 또 북한에 탱크와 무기 조립공장의 현대화를 돕기 위한군사 기술자를 파견하기로 했다.
2010년 10월 10일 북한이 노동당 창설 65주년 기념 열병식을 했다. 이 열병식에 러시아의 S-300 미사일과 매우 유사한 형태의 신형 미사일이 등장했다.

## 대한민국의 기술 도입
대한민국은 도입하지는 않았다. 다만 로열티를 지불하고 S-300V(S-300PMU) 기술을 도입하였고 S-400 기술도 로열티를 지불하고 도입했다.또한 S300PMU의 디지털 시스템 통합은 한국의 관련 기업이 실시하였다. 콘솔 사진상의 높은 유사성에서 이를 확인할 수 있다,
러시아의 국영 무기수출 독점회사인 로스보오루제니예의 발렌틴 자페발로프 공보실장은 "S-300V (S-300PMU)이 미국 패트리어트보다 우수하다는 사실은 거의 모든 전문가들이 인정하고 있다."라고 말했다.
작동에 필요한 소요시간도 패트리어트가 20~30분인 반면 S-300은 불과 5분이면 작동이 가능한 것으로 알려졌다. 더욱이 러시아는 미사일을 도입할 경우 지상탐지레이다 개발기술을 이전하겠다는 조건을 제시하고 있다.
조선민주주의인민공화국의 조선인민군이 황해북도 신계에 숨겨두고 있는 이동식 스커드 B 탄도미사일이 발사된 경우, 신계에서 서울특별시까지 거리는 약 100km인데 도달 시간은 불과 3분40초(220초). 대전까지 300km를 날아오는 데에는 5분14초(314초), 부산까지 500km를 비행하는 데는 6분55초(415초)가 걸린다.
S-400은 사거리가 약 4백km로, 현재의 S-300보다 성능이 2.5배 좋다고 러시아 인테르팍스 통신이 1999년 5월 18일 보도했다.
미국은 아랍에미리트연합(UAE)이 러시아제 S-300 공중방어 미사일을 도입할 경우 미국 전투기의 UAE 상공 비행을 금지시킬 것임을 최근 통보했다고 제인스 디펜스가 1997년 4월 16일 보도했다. 윌리엄 코언 미국 국방장관은 최근 한국에도 방문해 강력한 경고를 했다. 미국은 한국에 대해 시험용이나 훈련용으로 S-300 몇 기를 구입하는 데는 반대하지 않으며 이 경우에도 미군과 긴밀한 협력을 해야 한다는 입장이다.
패트리어트를 구입할 경우, 10억달러가 소요되지만 성능면에서 결코 패트리어트에 뒤지지 않는 S-300V(S-300PMU)은 패트리어트의 절반 가격에 구입할 수 있다고 러시아의 군사전문가들은 지적하고 있다.
한국에 도입될 가능성이 있는 러시아 무기 가운데 미국이 가장 예민한 반응을 보인 것은 S-300V(S-300PMU) 지대공미사일과 MIG-29 전투기, 킬로급 잠수함 등으로 알려졌다.
러시아는 한국이 S-300V(S-300PMU) 지대공미사일을 도입할 경우 지대공미사일의 핵심기술인 지상 탐지레이다 개발에 관한 기술을 이전하겠다고 밝혔다.
2010년 7월 한국은 KM-SAM 요격실험에 성공했다.
한국은 S-400에 비해 사거리와 발사고도는 낮으나 격추능력은 더 높은 미사일인 천궁-2 PIP 미사일을 개발하였고 2017년부터 양산한다.

## 미국의 도입 논의
1995년 4월 14일, 러시아의 이타르 타스 통신은 고도의 기술을 숨긴 수출용 S-300 6천만 달러어치를 미국에 팔 예정이라고 보도했다.
미국 국방부는 패트리어트 성능개선을 위해 러시아제 'S-300' 방공시스템의 부품을 비밀리에 사들였다.
러시아의 기술을 높이 평가하고 있는 미국의 일부 상원 의원들은 미국의 패트리어트 방공 시스템을 대체하기 위해 러시아의 S-300을 구입할 것을 국방부에 촉구해왔다.
2001년 5월 28일, 뉴욕 타임즈는 미국이 러시아제 S-300 지대공 미사일을 구입, 미사일 방어체제에 사용하거나 러시아의 노후한 레이다 시스템 개선을 위해 자금을 제공하고 조기공중경보 데이터를 공유하는 방안 등을 제의할 계획이라고 보도했다.
2003년 1월 15일 러시아의 이바노프 국방장관은 "우리의 MD 구축은 미국이 1972년 체결된 탄도탄요격미사일(ABM) 협정에서 지난해 일방 탈퇴함으로써 가능하게 됐다"면서 "러시아도 이제 ABM 제한에서 자유롭다"고 말했다. 또한 "러시아는 세계 어느 나라도 갖지 못한 미사일 방어 시스템 기술을 보유하고 있다"면서 "지적재산권과 같은 것들이 보장되면 미국 MD 개발에 협조할 수 있다"고 덧붙였다.

## 유도 방식과 탄두
이전의 Flap Lid A 레이다는 동시에 4발의 미사일을 유도해서 동시에 4개의 목표물을 요격할 수 있었고 24개의 목표물을 동시에 추적할 수 있었다. Flap Lid B 레이다는 목표물 하나당 두발의 미사일을 유도할 수 있고, 동시에 12개의 목표물을 요격할 수 있다. 최대속도 마하 2.5로 비행하는 목표물들을 요격 가능하며, 회신 버전은 대략 마하 8.5의 목표물을 요격가능하다. 미사일은 매 3초마다 한 발씩 발사될 수 있다. 이동식 제어 센터는 최대 12개의 TEL(이동식 발사대)을 동시에 관리가능하다.
최초의 탄두는 무게가 100 kg (220 lb)이었다. 중거리 탄두는 133 kg (293 lb)이고 가장 최근의 탄두중량은 143 kg (315 lb)이다. 모두 접촉신관과 근접신관을 가지고 있다. 미사일 자체 중량은 1450 kg (3200 lb)에서 1800 kg (3970 lb)정도 된다. 미사일은 발사 튜브에서 로켓 모터가 점화하기 이전에 캐터펄트되어 위로 발사되며, 캐터펄트되는 가속도는 100 G (1 km/s²)이다. 미사일은 처음에 수직으로 발사된 다음에 목표물을 향해 날아가기에, 발사하기 전에 목표물을 향해 미사일의 방향을 조준할 필요가 없다.

## 역사와 업그레이드
- S-300P이 최초의 시스템이다. 미 국방성은 SA-10A이라고 명명했다. 1978년에 5V55K 미사일을 탑재하고서 실전배치가 되었다. 유효사거리는 5에서 47km (3에서 29 마일), 고도는 25 m에서 30km (100에서 100,000 피트), 미사일의 최대속도는 마하 2.5 속도의 목표물까지 요격가능한, 마하 5 정도이다.
- 현재의 S-300PMU-2 Favorit (Russian C-300ПМУ-2 "Фаворит" - favourite)은 1997년에 소개되었다. 이것 또한 나토 제식명은 SA-20이다. (미 국방성 제식명 SA-20B) S-300PMU-1와 매우 비슷한데, 48N6E2 미사일을 사용하여, 사거리가 195km (121 mi)로 훨씬 늘어났다. 이 시스템은 이전처럼 단거리 탄도 미사일만을 요격하는 것이 아니라, 중거리 탄도 미사일 또한 요격할 수 있다. 이 버전은 새로운 96L6 integrated 레이다 시스템을 사용한다. (developed from the naval 'Tomb Stone'?).
- The S-300PMU-1 9M96 은 1999년에 소개되었다. 최초로, 여러 종류의 미사일을 단일 시스템에서 혼용할 수 있게 되었다. 기존의 5V55R, 48n6Ye, 48N6Ye2 미사일 이외에도, S-300PMU-1 9M96 은 9M96E1 과 9M96E2 라는 새로운 두 종류의 미사일을 사용할 수 있다. 두 가지 모두 이전 미사일들 보다 훨씬 소형화되었다. 미사일 중량은 330과 420 kg (728 과 926 lb)이고, 소형화된 24kg (53 lb) 탄두를 가지고 있다. 9M96E1은 40km (25 mi)의 사거리를 가지며, 9M96E2는 120km (75 mi)의 사거리를 가진다. 역시 TEL 당 4발을 탑재한다.
- S-300PMU-3/S-400 Triumf (Russian C-300ПМУ-3/С-400 "Триумф" - triumph, 나토 제식명 SA-X-21)는 1999년에 소개되었다. 이동식 발사대당 두 발을 탑재하는 대형의 미사일을 장비하고 있다.

미사일 제원:
| Model      | Year | 사정거리                       | 최대 속도             | 길이          | 직경   | 중량              | 탄두              | 유도 방식                      |
| 5V55K      | 1978 | 47 km (29 mi)                  | 1,700 m/s (3,800 mph) | 7 m (23 ft)   | 450 mm | 1450 kg (3200 lb) | 100 kg (220 lb)   | 지령유도방식                   |
| 5V55R/RM   | 1984 | 90 km (56 mi)                  | 1,700 m/s (3,800 mph) | 7 m (23 ft)   | 450 mm | 1450 kg (3200 lb) | 133 kg (293 lb)   | Semi Active Radar Homing(SARH) |
| 5V55U      | 1992 | 150 km (93 mi)                 | 2,000 m/s (4,470 mph) | 7 m (23 ft)   | 450 mm | 1470 kg (3240 lb) | 133 kg (293 lb)   | Semi Active Radar Homing(SARH) |
| 48N6/Ye    | 1992 | 150 km (93 mi)                 | 2,000 m/s (4470 mph)  | 7.5 m (25 ft) | 500 mm | 1780 kg (3920 lb) | ~150 kg (~330 lb) | Track Via Missle(TVM)          |
| 48N6E2/Ye2 | 1992 | 195 km (121 mi)                | 2,000 m/s (4,470 mph) | 7.5 m (25 ft) | 500 mm | 1800 kg (3970 lb) | 150 kg (330 lb)   | Track Via Missle(TVM)          |
| 9M96E1     | 1999 | 40 km (25 mi)                  |                       |               |        | 330 kg (728 lb)   | 24 kg (53 lb)     | 능동유도방식                   |
| 9M96E2     | 1999 | 120 km (75 mi)                 |                       |               |        | 420 kg (926 lb)   | 24 kg (53 lb)     | 능동유도방식                   |
| 40N6       | 2015 | 400 km (250 mi) / 185km (high) | 4,800 m/s Mach 12     |               |        | 1893 kg           |                   | 능동유도방식                   |

### 참고 뉴스
- 러, 美 MD 구축 조건부 참여…이바노프 국방 밝혀 “경제적 이해... [조선일보]2003-01-15
- 美, MD반대하는 러 '달래기'/16일 정상회담 관계재정립 모색 [세계일보]2001-06-01
- 美-러 MD처리 벼랑끝 협상 [한국일보]2001-05-30
- "美,MD위해 러무기 구입 제안" [한국일보]2001-05-29
- 정상회담 의제 준비/美 “러시아 무기 사겠다” MD추진 정지작업인듯 [조선일보]2001-05-29

## 같이 보기
- KM-SAM
- SAM-X
- S-400
- 패트리어트 미사일